# Vîșceolcedaiiv, Murovani Kurîlivți
Vîșceolcedaiiv (în ucraineană Вищеольчедаїв) este o comună în raionul Murovani Kurîlivți, regiunea Vinnița, Ucraina, formată numai din satul de reședință.

## Demografie
Componența lingvistică a satului Vîșceolcedaiiv
     Ucraineană (98,79%)
     Rusă (1,03%)
     Alte limbi (0,17%)
Conform recensământului din 2001, majoritatea populației satului Vîșceolcedaiiv era vorbitoare de ucraineană (98,79%), existând în minoritate și vorbitori de rusă (1,03%).